# Narodowy Dzień Pamięci Ofiar Niemieckiej Zbrodni Pomorskiej 1939 r.
Narodowy Dzień Pamięci Ofiar Niemieckiej Zbrodni Pomorskiej 1939 r. – polskie święto, obchodzone 2 października, ustanowione uchwałą Sejmu RP w dniu 13 stycznia 2023.

## Historia święta
Obchody rocznicy zbrodni pomorskiej odbywały się na Pomorzu rokrocznie, na początku października. W związku z tym Kaszubsko-Kociewskie Stowarzyszenie im. Tajnej Organizacji Wojskowej Gryf Pomorski, zajmujące się propagowaniem wiedzy o zbrodni pomorskiej, rozpoczęło starania o ustanowienie święta państwowego, upamiętniającego to wydarzenie. Z inicjatywy jego prezesa, Romana Dambka, 29 listopada 2022 grupa 40 posłów wniosła projekt uchwały w sprawie ustanowienia święta.
Uchwała ustanawiająca święto została uchwalona przez Sejm Rzeczypospolitej Polskiej 13 stycznia 2023 przez aklamację (głosowało 451 posłów).

## Data święta
Data święta została ustalona na 2 października podczas prac nad jej ustanowieniem. Zgodnie z uzasadnieniem uchwały, jest ona związana z kapitulacją ostatniego bastionu podczas obrony Wybrzeża w kampanii wrześniowej 1939 – Helu. Dodatkowo, jest to dzień urodzin doktora Józefa Bednarza, nazywanego „Pomorskim Korczakiem”, który nie opuścił pacjentów szpitala psychiatrycznego w Świeciu i został wraz z nimi zamordowany w żwirowni w Mniszku. Dodatkowo, wpływ na taką decyzję miały: coroczne obchody w lasach piaśnickich na początku października oraz warunki pogodowe wczesną jesienią, pozwalające na organizację obchodów święta w plenerze.

## Obchody
W 2023 uroczystości po raz pierwszy związane z ustanowionym świętem odbyły się w ponad 400 miejscowościach, miejscach kaźni Polaków w 1939. Celem Kaszubsko-Kociewskiego Stowarzyszenia jest również, aby w przyszłości centralne obchody święta odbywały się cyklicznie: w Piaśnicy, w lesie Szpęgawskim i w Toruniu.
Dzień ten nie jest dniem wolnym od pracy.